# Cambridge (Tasmanien)
Cambridge ist eine Kleinstadt und Vorort von Hobart im Südosten des australischen Bundesstaates Tasmanien mit 1161 Einwohnern (Stand 2016). Sie gehört zur Local Government Area Clarence City.
Die Vorstadt liegt zwischen dem Cambridge Aerodrome und dem Hobart International Airport, ca. 18 km östlich des Stadtzentrums. Sie über das Eastern Outlet (A3) angeschlossen. Nach Norden zweigt die Cambridge Road (B31) ab und führt nach Richmond.
In den letzten Jahren hat sich Cambridge einerseits zur Wohnstadt für Berufspendler, die in Hobart arbeiten, entwickelt, andererseits hat sich aber auch Industrie angesiedelt.
Folgende Einrichtungen finden sich in der Kleinstadt:
- Cambridge Park Shopping Complex (Einkaufszentrum)
- Cambridge Primary School (Grundschule)
- BP-Tankstelle